# Domenico di Guzmán
Domenico di Guzmán (Domingo o Domínico in spagnolo; Caleruega, 1170 – Bologna, 6 agosto 1221) è stato un presbitero spagnolo, fondatore dell'Ordine dei frati predicatori, proclamato santo nel 1234.

## Biografia
Era figlio di Felice di Guzmán e di Giovanna d'Aza, di famiglia agiata, anche se non esistono testimonianze certe che discenda dalla nobile famiglia dei Guzmán (la storiografia attuale tende infatti a rigettare l'appartenenza alla casata). Alla nascita venne battezzato col nome di Domenico di Silos, santo patrono dell'abbazia benedettina di Santo Domingo de Silos, situata a pochi chilometri a nord del suo paese natale. Aveva due fratelli, Antonio e il beato Manno.
Inizialmente fu educato in famiglia, dallo zio materno Gonzalo de Aza, arciprete di Gumiel de Izán; fu poi inviato, all'età di quattordici anni, a Palencia, dove frequentò corsi regolari di arti liberali e teologia per dieci anni. Qui venne a contatto con le miserie causate dalle continue guerre e dalla carestia. Domenico, che nella pietà popolare cattolica è conosciuto per aver avuto sentimenti di compassione fin dall'età giovanile per la sofferenza altrui, durante una di tali carestie, forse intorno al 1191, vendette quanto in suo possesso, incluse le sue preziose pergamene (un grande sacrificio in un'epoca in cui non era stata ancora inventata la stampa), per dare da mangiare ai poveri, affermando: "Come posso studiare su pelli morte, mentre tanti miei fratelli muoiono di fame?"
Terminati gli studi, all'età di 24 anni seguì la sua vocazione ed entrò tra i canonici regolari della cattedrale di Osma. Qui venne consacrato sacerdote dal vescovo Martino di Bazan, che stava riformando il capitolo secondo la regola agostiniana, con l'aiuto di Diego d'Acebo (o Acevedo). Diego fu eletto vescovo nel 1201, e nominò Domenico sottopriore e quando il vescovo Diego, nel 1203, fu inviato in missione diplomatica in Danimarca dal re Alfonso VIII di Castiglia per prelevare e accompagnare una principessa promessa sposa di un principe di Spagna, il sottopriore Domenico fu invitato ad accompagnarlo.
Il contatto vivo coi fedeli della Francia meridionale (dove era diffusa l'eresia dei càtari) e l'entusiasmo delle cristianità nordiche per le imprese missionarie verso l'Est costituirono per Diego e Domenico una rivelazione. Di ritorno da un secondo viaggio in Danimarca, scesero a Roma (1206) e chiesero a Innocenzo III di potersi dedicare all'evangelizzazione dei pagani. Ma papa Innocenzo orientò il loro zelo missionario verso la predicazione nella Francia meridionale, la regione dove erano più attivi i càtari, missione promossa dal pontefice fin dal 1203. I due accettarono e, nel 1206, furono inviati missionari in Linguadoca; Domenico continuò anche quando si dissolse la legazione pontificia e pure dopo l'improvvisa morte di Diego (30 dicembre 1207).

### La permanenza in Linguadoca

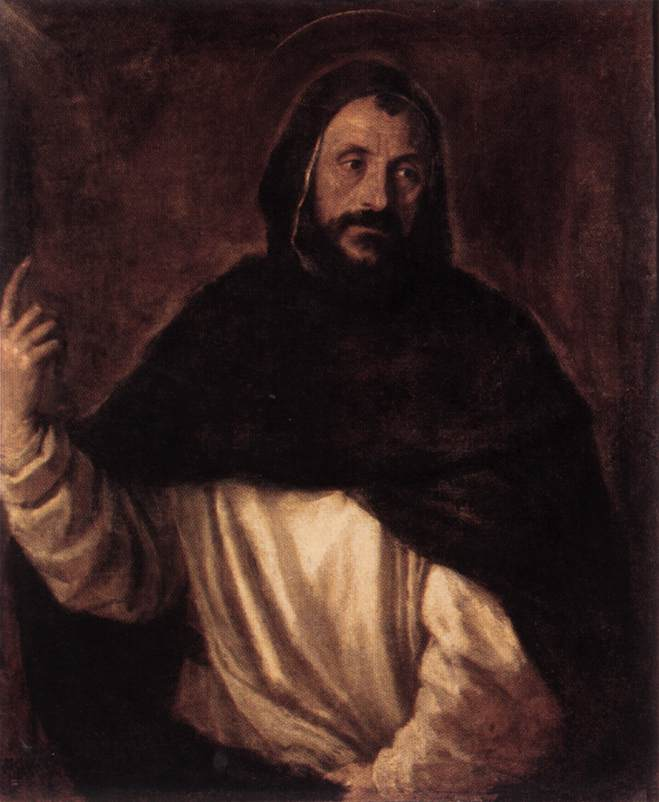
Tiziano Vecellio, San Domenico di Guzmán, 1565 circa

San Domenico rimase in Linguadoca a Prouille, nel paese dei Catari, come missionario, per dieci anni (1206-1216), collaborando col vescovo di Tolosa, Folchetto di Marsiglia. Come legato papale cercò sempre di convertire gli eretici con semplici riconciliazioni. Solo una volta Domenico è citato tra coloro che assistevano al loro rogo. La sua attività di apostolato era imperniata su dibattiti pubblici, colloqui personali, trattative, predicazione, opera di persuasione, preghiera e penitenza, appoggiato in questa sua opera da Folchetto, che lo nominò predicatore della sua diocesi.
San Domenico si convinse che bisognava anche dare l'esempio e vivere in umiltà e povertà come gli albigesi, e pian piano maturò anche l'idea di un ordine religioso. Iniziò con l'istituzione di una comunità femminile che accoglieva donne che avevano abbandonato il catarismo, e questa comunità di religiose domenicane esiste ancora oggi. A Domenico si avvicinavano anche uomini, ma questi resistevano poco al rigoroso stile di vita da lui preteso per testimoniare con l'esempio la fede cattolica tra i càtari. Alla fine però riuscì a riunire un certo numero di uomini idonei e motivati che condividevano i suoi stessi ideali, istituendo un primo nucleo stabile e organizzato di predicatori.

### L'apparizione della Madonna e la consegna del rosario

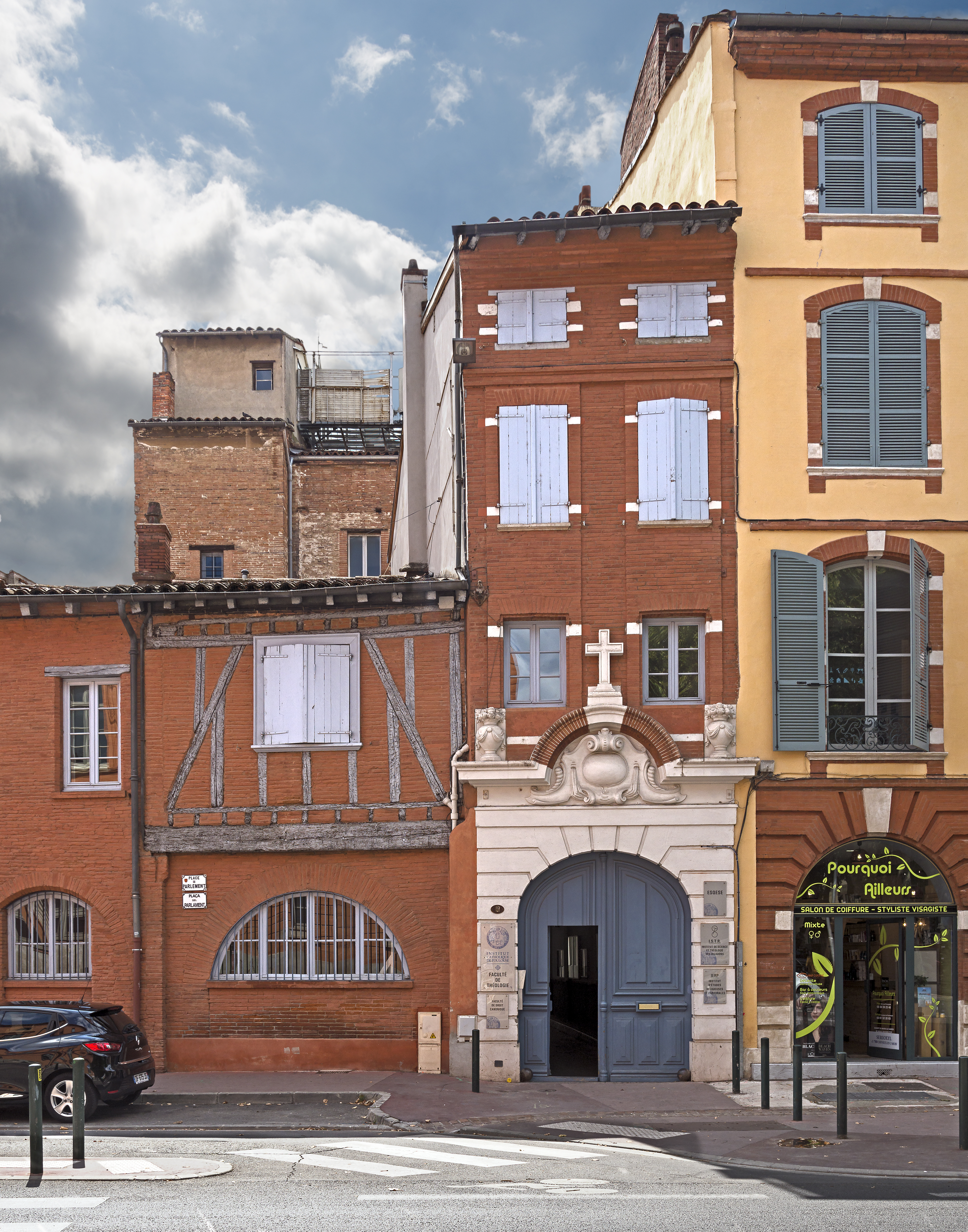
La casa di San Domenico a Tolosa

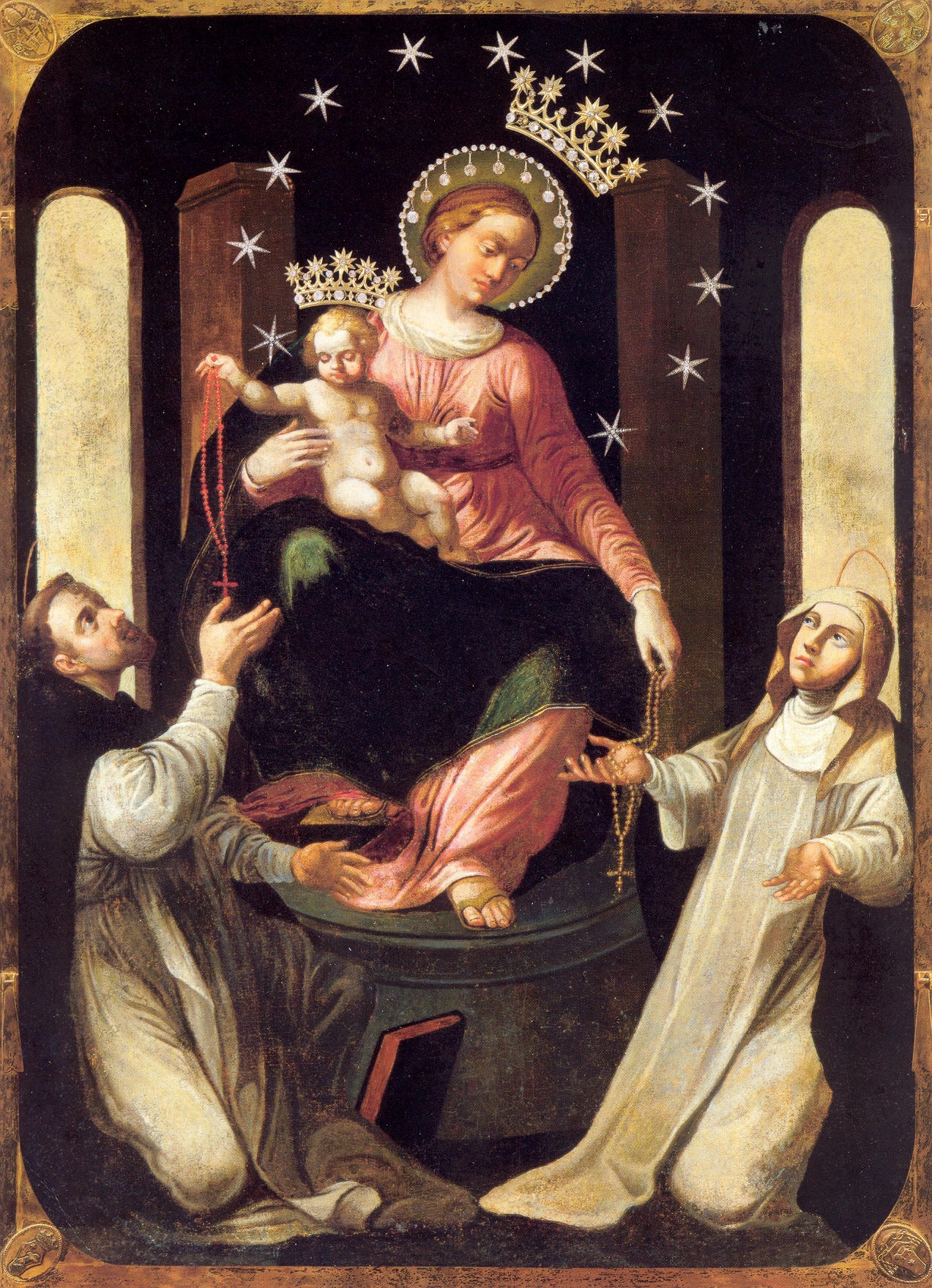
Quadro della Madonna del Rosario di Pompei che raffigura la consegna del Rosario a San Domenico

Secondo la tradizione, nel 1212 Domenico, durante la sua permanenza a Tolosa, ebbe una visione della Vergine Maria e la consegna del rosario, come richiesta a una sua preghiera per combattere l'eresia albigese senza violenza e da allora il rosario sarebbe diventato la preghiera più diffusa per combattere le eresie e nel tempo una delle più tradizionali preghiere cattoliche.
Tuttavia, il Rosario in quanto tale sarà strutturato tempo dopo da un omonimo, Domenico di Prussia, sulla base di una preghiera utilizzata nel cattolicesimo intorno all'anno 800. Nei monasteri era consuetudine recitare i 150 salmi nella Liturgia delle Ore, ma ai fedeli che non erano sacerdoti o monaci, non sapendo leggere, veniva loro insegnata una pratica più semplice: recitare 150 Ave Maria. La pratica di meditare su alcuni misteri concreti che oggi sono essenziali per la devozione del Rosario sembra essere nata molto tempo dopo la morte di Domenico, e l'introduzione di questa meditazione durante la preghiera sembra più attribuibile al certosino Domenico di Prussia. Fu il frate domenicano Alano della Rupe intorno agli anni 1470-75 che promosse per primo che l'origine del rosario fosse attribuibile a Domenico di Guzmán, forse confondendolo con l'altro Domenico (di Prussia); tuttavia, in nessuna biografia, dipinto, scultura o altra rappresentazione di Domenico, si trovano riferimenti sul Rosario, nemmeno nei manoscritti dell'epoca degli stessi frati predicatori presenti nel suo processo di beatificazione.

### Fondazione dell'ordine dei Frati Predicatori

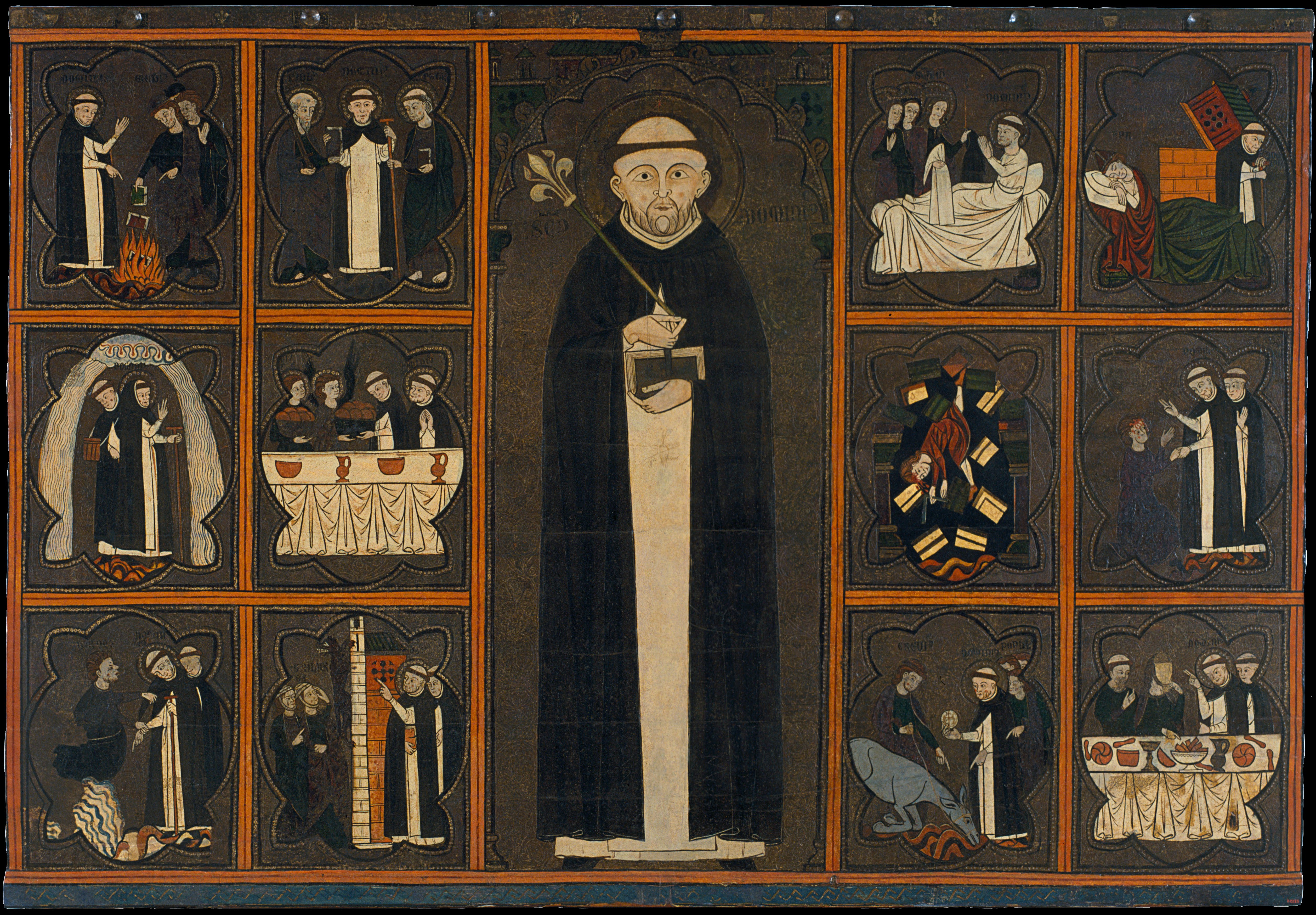
Tavola di san Domenico di Guzmán nel Museo nazionale d'arte della Catalogna

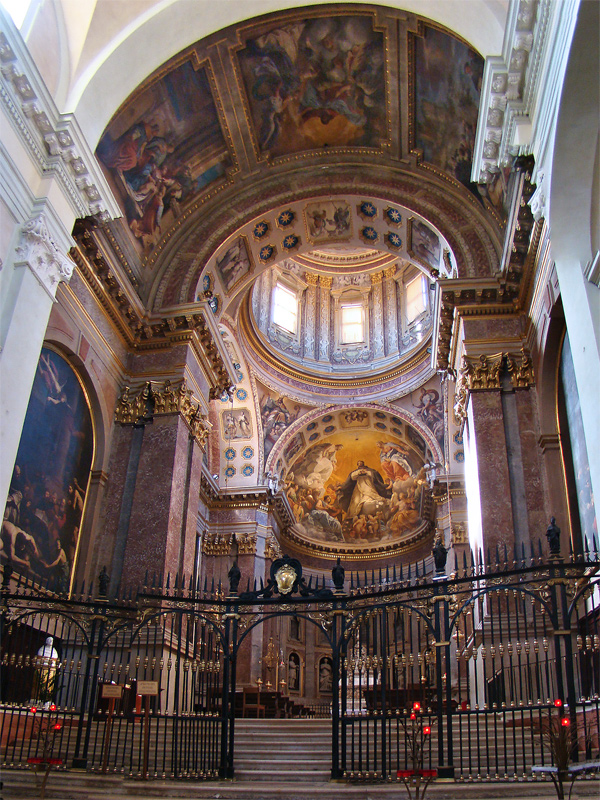
La cappella di San Domenico, nella Basilica di San Domenico (Bologna)

Con la bolla papale Religiosam vitam del 22 dicembre 1216 Papa Onorio III conferì l'approvazione ufficiale e definitiva all'ordine fondato da Domenico. Ottenuto il riconoscimento ufficiale, l'ordine crebbe e già l'anno dopo, nel 1217, fu in condizione di inviare frati in molte parti d'Europa, in particolare nella penisola iberica e nei principali centri universitari del tempo; a Parigi e a Bologna, dove si recò egli stesso. Subito incontrarono opposizioni da parte dei vescovi locali, che furono superate dalla bolla papale dell'11 febbraio 1218, che ordinava a tutti i prelati di dare assistenza ai domenicani.
A Bologna, l'eloquenza di Reginaldo d'Orléans a favore del nuovo ordine stimolò un notevole e vasto sostegno ai seguaci di Domenico di Guzmán, i quali ricevettero notevoli donazioni; Reginaldo avrebbe voluto accettare, ma Domenico le rifiutò, perché desiderava che i suoi confratelli non avessero proprietà e vivessero di elemosina.
Nel 1220 e nel 1221 Domenico presiedette personalmente a Bologna ai primi due Capitoli Generali destinati a redigere la Magna Carta e a precisare gli elementi fondamentali dell'Ordine (predicazione, studio, povertà mendicante, vita comune, spedizioni missionarie).
Sfinito dal lavoro apostolico (stava preparando una missione in Cumania e per questo studiava la lingua di quel popolo) ed estenuato dalle grandi penitenze, Domenico morì il 6 agosto 1221, nel suo amato convento di San Nicolò delle Vigne a Bologna (oggi Basilica di San Domenico), in una cella non sua, perché lui, il fondatore, non l'aveva, circondato dai suoi frati, cui rivolgeva l'esortazione «ad avere carità, a custodire l'umiltà e a possedere una volontaria povertà».
Oltreché poliglotta, secondo Rodrigo di Cerrato, san Domenico aveva il dono delle lingue (di origine divina).

## L'inquisizione

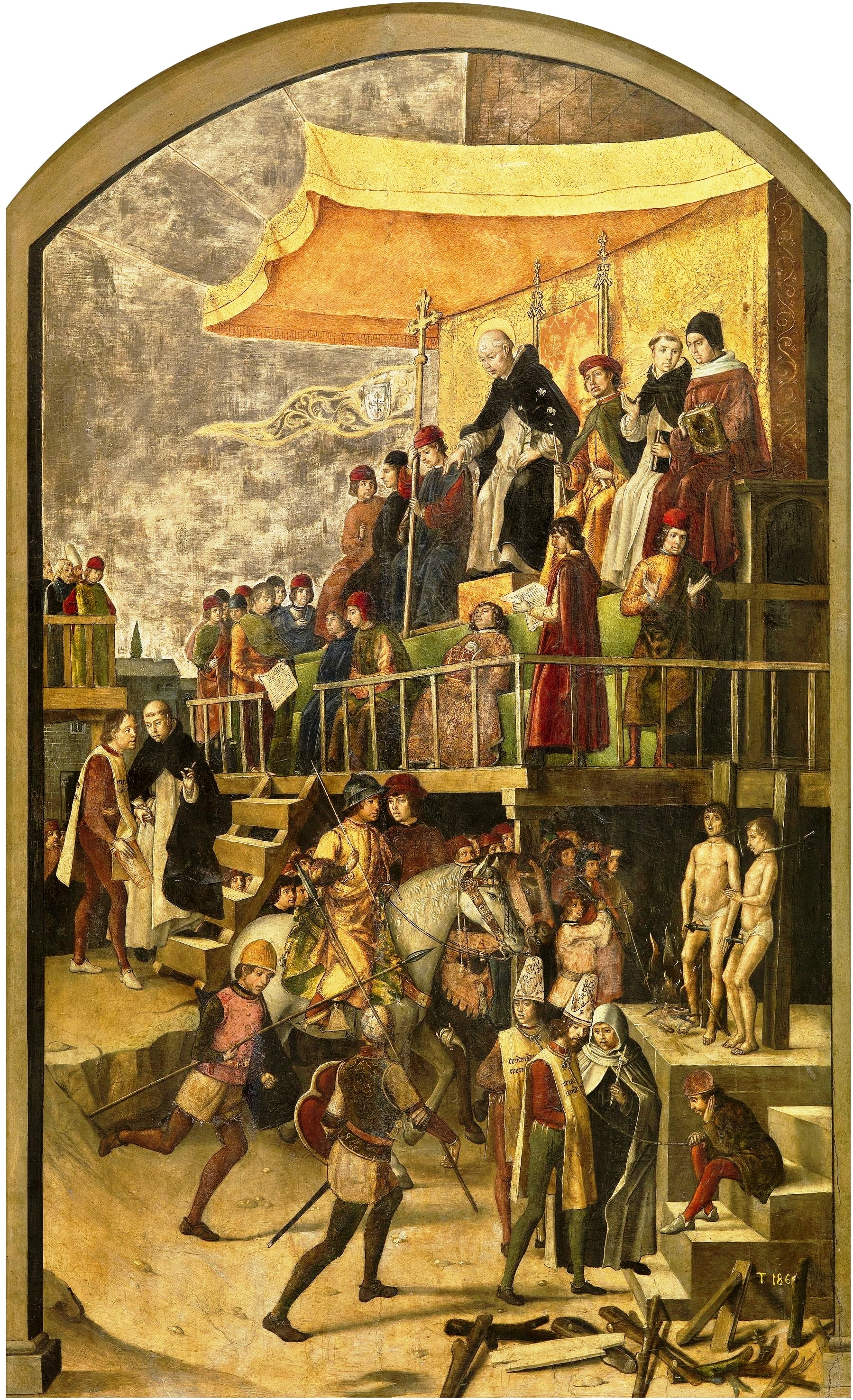
Pedro Berruguete, Autodafé presieduto da san Domenico di Guzmán

Domenico è comunemente ma apocrificamente associato all'inquisizione. Le fonti storiche dell'epoca non rivelano nulla del suo coinvolgimento, Domenico morì nel 1221 e l'ufficio dell'Inquisizione fu istituito solo nel 1231 in Lombardia e nel 1234 in Linguadoca.
Il canone 27 del terzo Concilio Lateranense del 1179 esortava la crociata contro alcuni movimenti ereticali, in particolare quella del catarismo. Seguì nel 1184 un decretale di papa Lucio III, Ad abolendam. Questo decretò che i vescovi dovessero indagare sulla presenza dell'eresia all'interno delle rispettive diocesi. Le pratiche e le procedure delle inquisizioni episcopali potevano variare da una diocesi all'altra, a seconda delle risorse a disposizione dei singoli vescovi e del loro relativo interesse o disinteresse personale. Convinti che l'insegnamento della Chiesa contenesse la verità rivelata, il primo ricorso dei vescovi fu quello della persuasione, approccio che si rivelò spesso molto efficace.
Nel 1231 papa Gregorio IX nominò un certo numero di inquisitori pontifici, per lo più domenicani e francescani, in varie regioni d'Europa. Come mendicanti, erano abituati a viaggiare. A differenza dei metodi episcopali casuali, l'inquisizione papale era completa e sistematica, tenendo registri dettagliati. Questo tribunale funzionava in Francia, Italia e parti della Germania e aveva praticamente cessato di operare all'inizio del XIV secolo.
Nel XV secolo, l'Inquisizione spagnola incaricò l'artista Pedro Berruguete di raffigurare Domenico che presiede un autodafé, promuovendo così una leggenda storica per autogiustificarsi. Reagendo contro i tribunali spagnoli, i polemisti protestanti del XVI e XVII secolo svilupparono e perpetuarono volentieri la leggenda di Domenico l'Inquisitore. Questa immagine fornì ai critici tedeschi della Chiesa Cattolica un argomento valido contro l'Ordine domenicano, la cui predicazione si era rivelata un formidabile avversario nelle terre della riforma protestante. Come osserva Edward Peters, "nella storiografia protestante del XVI secolo crebbe una sorta di anti-culto di san Domenico".

## Culto

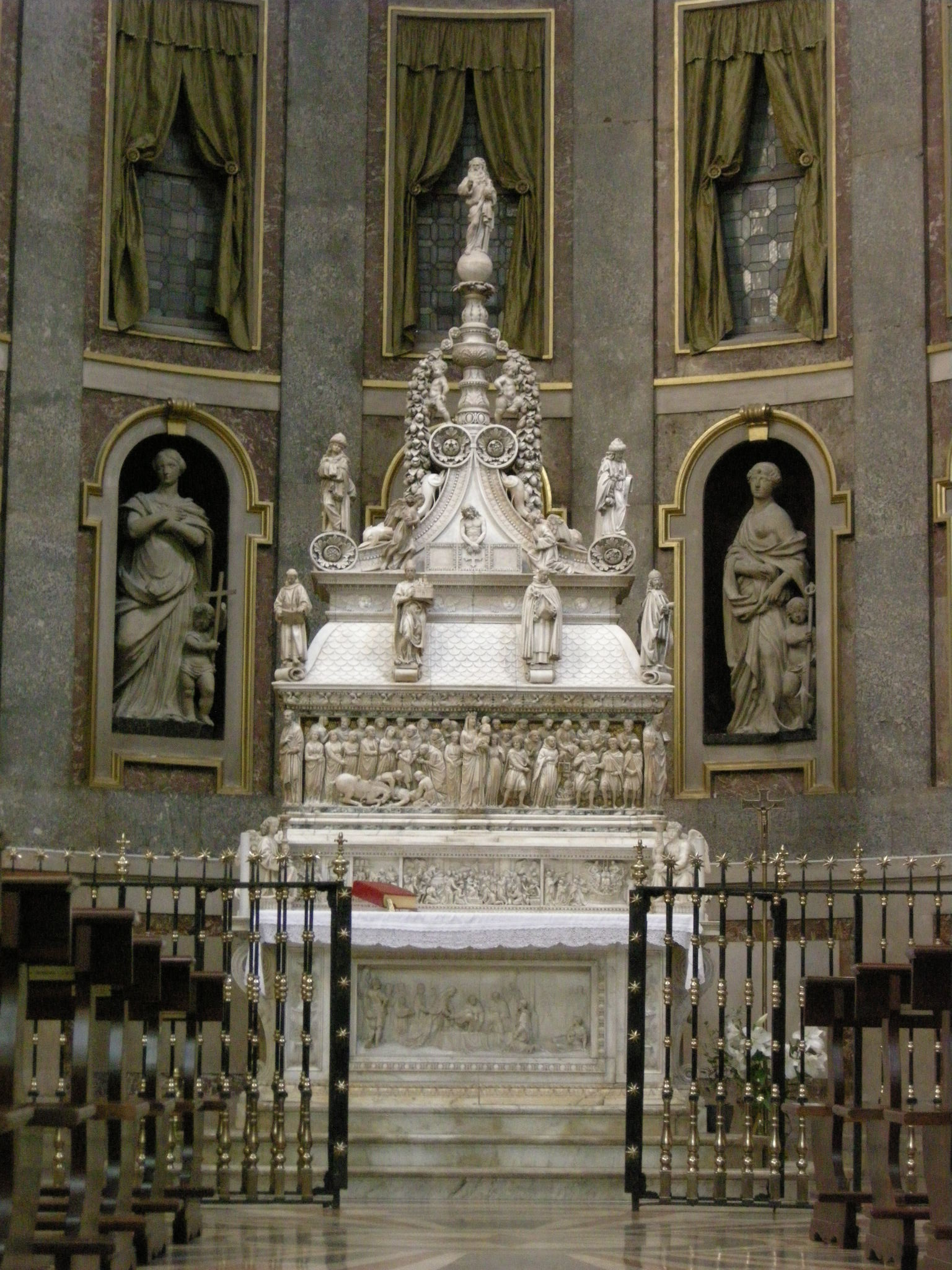
L'Arca di san Domenico - Basilica di San Domenico a Bologna

Fu canonizzato da papa Gregorio IX il 13 luglio 1234 nella Cattedrale di Santa Maria Assunta a Rieti. Attualmente è celebrato il giorno 8 agosto (calendario romano generale) e il 4 agosto (messa tridentina).
Il suo corpo, dal 5 giugno 1267, è custodito in una preziosa arca marmorea, presso l'omonima basilica di Bologna. A Roma, nell'orto del convento della Basilica di Santa Sabina all'Aventino, è presente una pianta di arancio dolce che, secondo la tradizione domenicana, fu piantato da san Domenico ed è l'arancio più vecchio d'Europa. La notorietà delle numerose leggende miracolistiche legate alle sue intercessioni fece accorrere al suo sepolcro fedeli da ogni parte d'Italia e d'Europa, mentre i fedeli bolognesi lo proclamarono «Patrono e Difensore perpetuo della città».
In occasione del VII centenario della morte il 29 giugno 1921 papa Benedetto XV dedicò alla figura di san Domenico l'enciclica Fausto Appetente Die.
Nel 1963, Sœur Sourire, la cantante monaca domenicana belga, raggiunse il primo posto nella classifica delle hit parade degli Stati Uniti con la canzone su san Domenico, Dominique.

## Citazioni in letteratura
Dante lo ricorda come figura basilare nella storia della Chiesa Cattolica: come aveva fatto, nel canto precedente, con san Tommaso d'Aquino e Francesco d'Assisi, nel canto XII del Paradiso incarica san Bonaventura da Bagnoregio di riassumerne la vita, evidenziando la sovrapponibilità dei nomi dei suoi genitori alla condizione da loro realmente vissuta per avere Domenico come figlio: infatti il nome Giovanna come etimologia ebraica significa "ebbe grazia da Dio", mentre Felice ha significato evidente. 
(Dante Alighieri, Paradiso, Canto XII, 27-29)

### Patronati
San Domenico è il protettore degli scienziati, in particolare degli astronomi, ed è inoltre patrono di numerose località nel mondo, tra le quali:
- In Costa Rica: nella Basilica di Santo Domingo de Guzmán a Santo Domingo de Heredia, è stata promossa la preghiera del Santo rosario, che si celebra il giorno 8 di ogni mese e si conclude con una messa solenne con un'esposizione delle reliquie di Santo Domingo.
- In Ecuador: Santo Domingo.
- In Spagna: provincia di Burgos, Diocesi di Osma-Soria, Humanes de Madrid.
- In Guatemala: Basilica di Nostra Signora del Rosario e Tempio di Santo Domingo a Città del Guatemala.
- In Italia: Bologna, Augusta, Cavallino, Moliterno, Longobucco, Sturno.
- In Nicaragua: Managua; la sua festa si celebra tra il primo e il dieci di agosto di ogni anno come se fosse la Festa patronale di Managua (il santo patrono ufficiale di Managua, capitale del Nicaragua, è ancora oggi san Giacomo. Nessuna autorità ha cambiato questa nomina; tuttavia, la popolazione celebra Santo Domingo de Guzmán come se fosse il santo patrono).
- A Panama: Chiesa di Santo Domingo de Guzmán nella provincia di Herrera, distretto di Parita. I giorni precedenti la festa si celebrano con novene in onore del Santo, tra preghiere, carovane per le diverse vie delle borgate e fuochi d'artificio. Il 3 agosto viene commemorato con una processione notturna che culmina con la tradizionale serenata e fuochi d'artificio nella piazza Coloniale. La mattina del 4 agosto si celebra la Grande Messa, che riunisce numerosi parrocchiani e autorità ecclesiastiche. Terminata la parte religiosa, la Piazza Coloniale, situata accanto alla chiesa, viene allestita con le tradizionali corride che coprono il 4, 5, 6 e 7 agosto indipendentemente dal giorno settimanale.
- Nella Repubblica Dominicana: il nome del paese e della sua capitale, Santo Domingo, derivano dal nome dell'ordine domenicano e dal nome del Santo.
- In Venezuela: Buroz; è il patrono di questa entità e viene festeggiato il 4 agosto.

San Domenico è anche patrono della Contrada San Domenico, contrada della città di Legnano che ogni anno prende parte al Palio cittadino.

## Galleria d'immagini

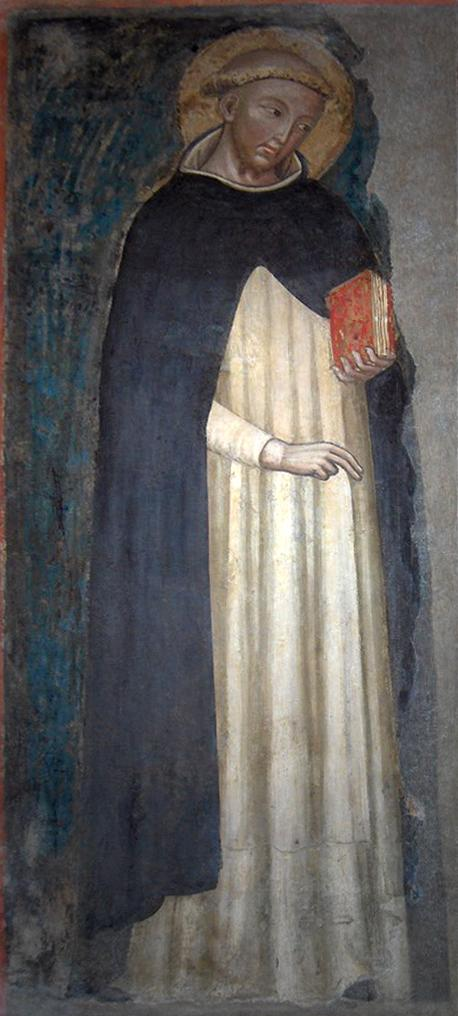
Vitale da Bologna, La più antica immagine di san Domenico, Bologna, Basilica di San Domenico
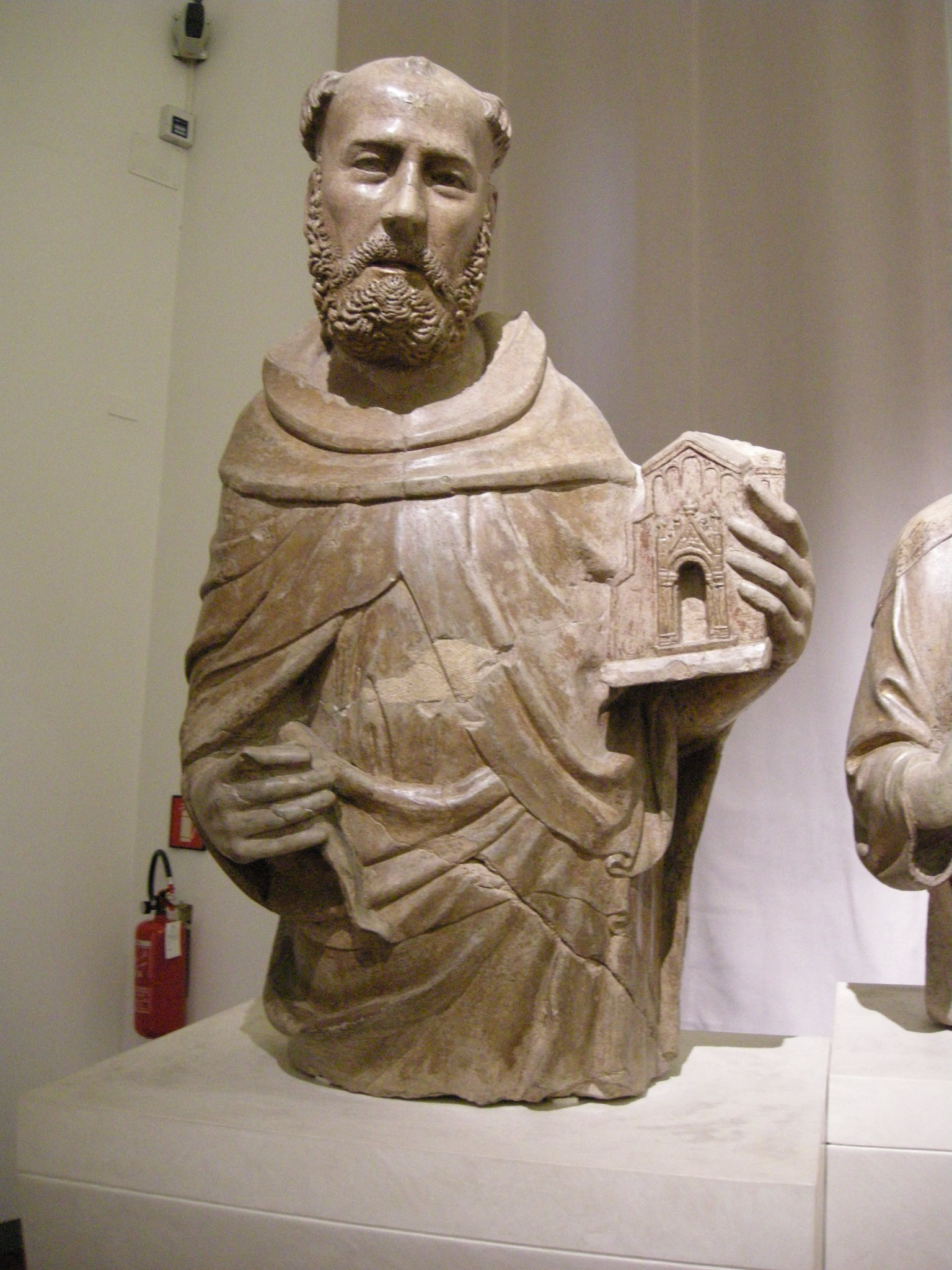
Pierpaolo dalle Masegne, Statua di san Domenico dal Palazzo della Mercanzia di Bologna (XIV secolo)
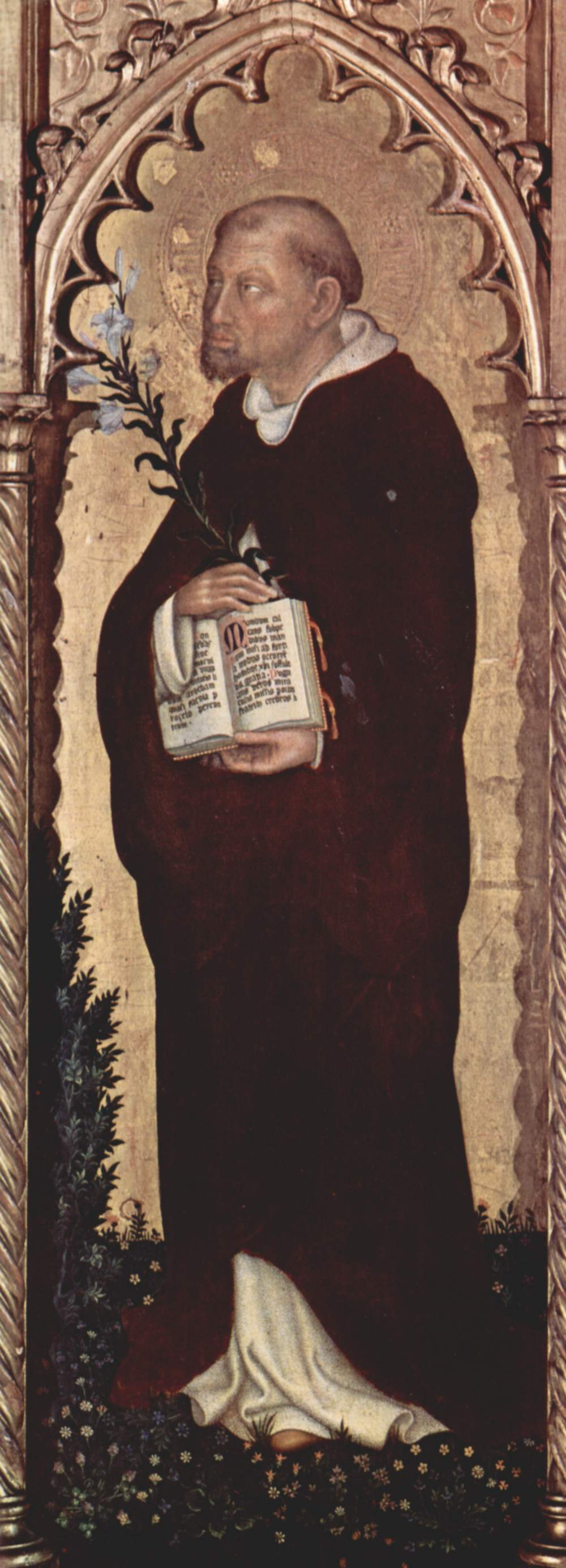
Gentile da Fabriano, San Domenico, part. dal polittico di Valle Romita presso Fabriano (1400 circa), Milano, Pinacoteca di Brera
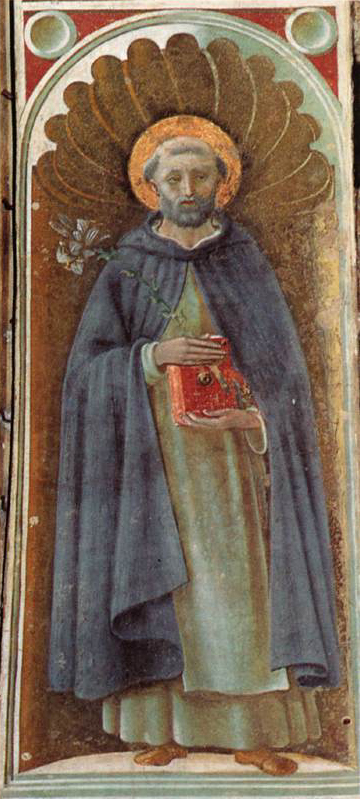
Paolo Uccello, San Domenico, affresco, Prato, Duomo (1435 circa)
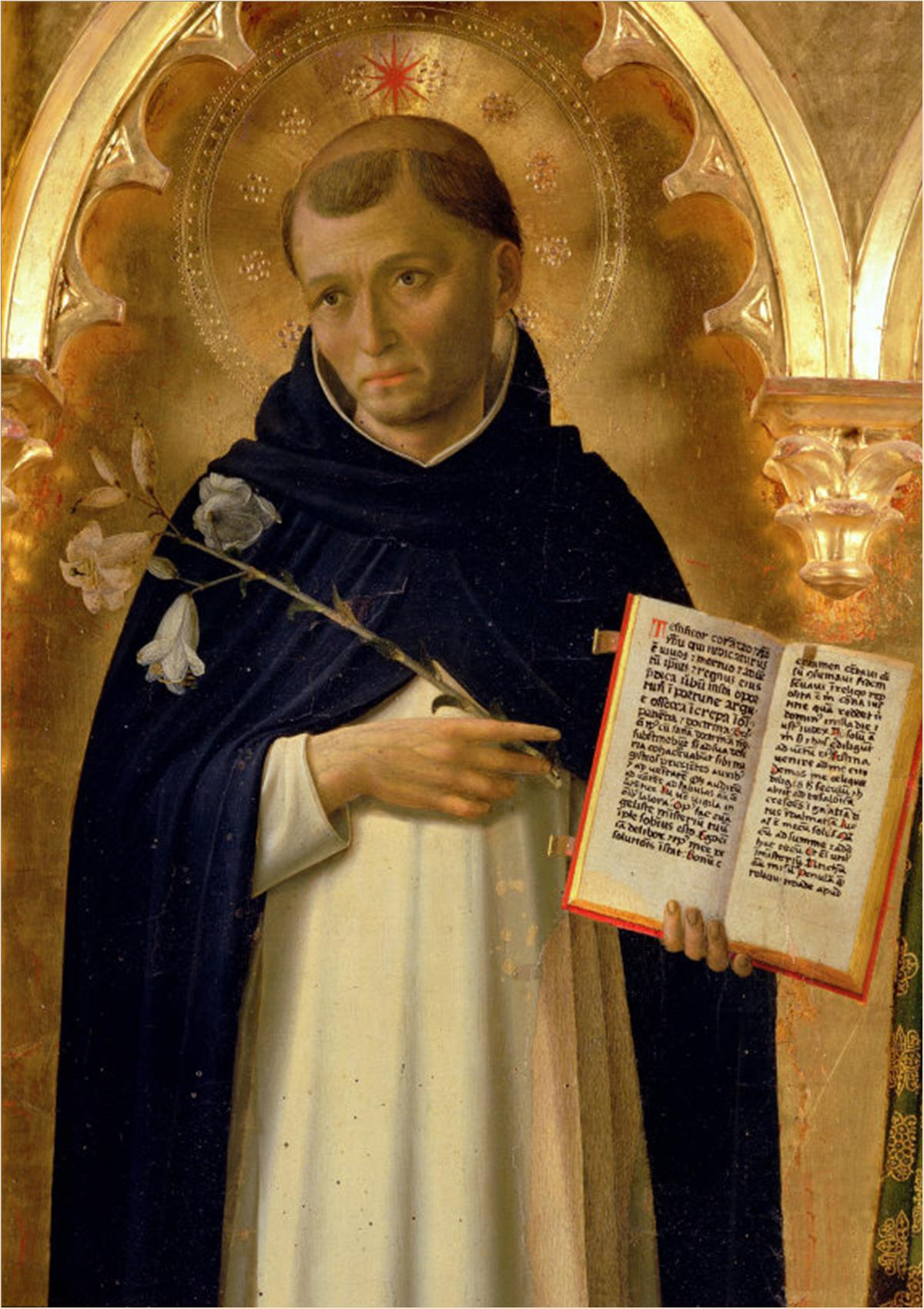
Beato Angelico, part. dal cosiddetto Altare di Perugia (1437)
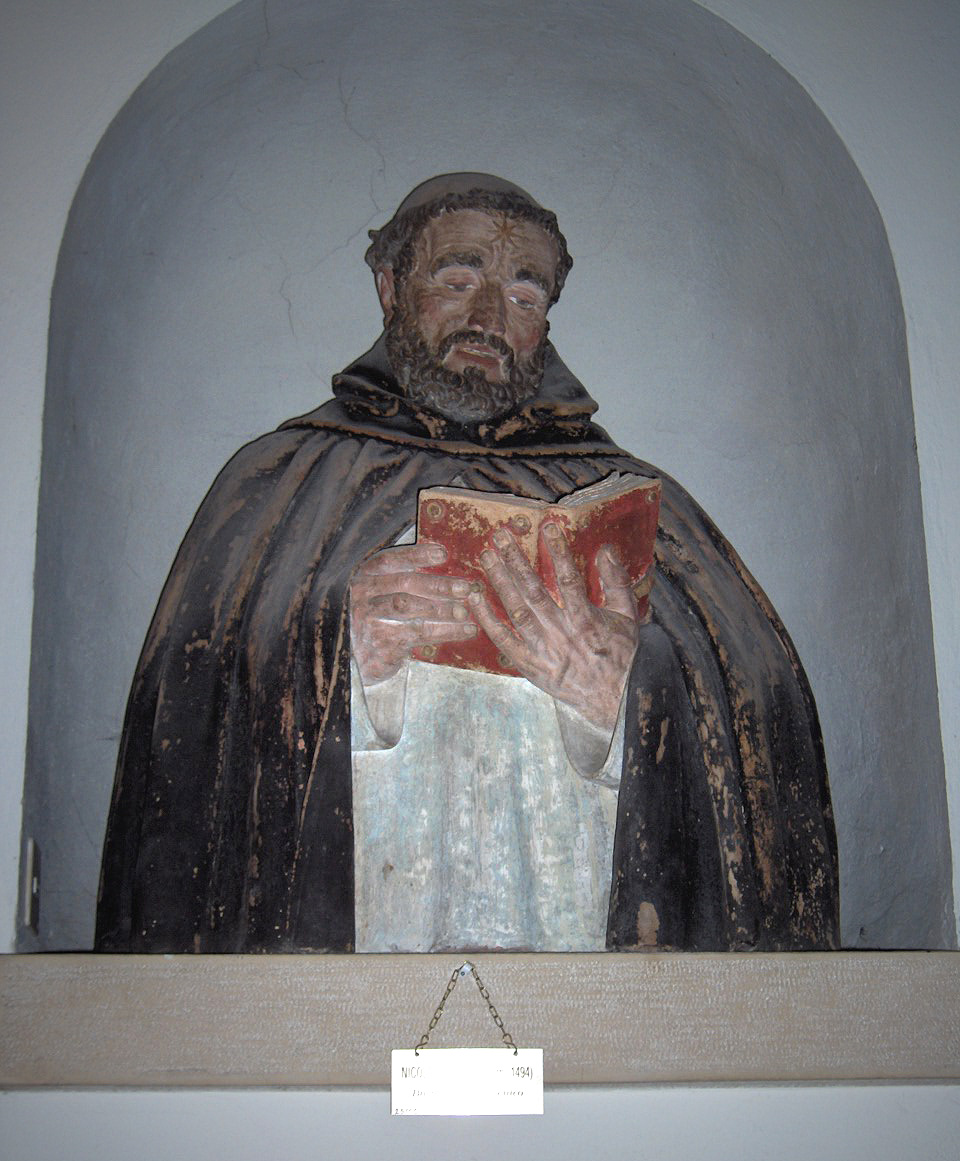
Nicolò dell'Arca, terracotta policroma di San Domenico (1493) nella Basilica di San Domenico, Bologna
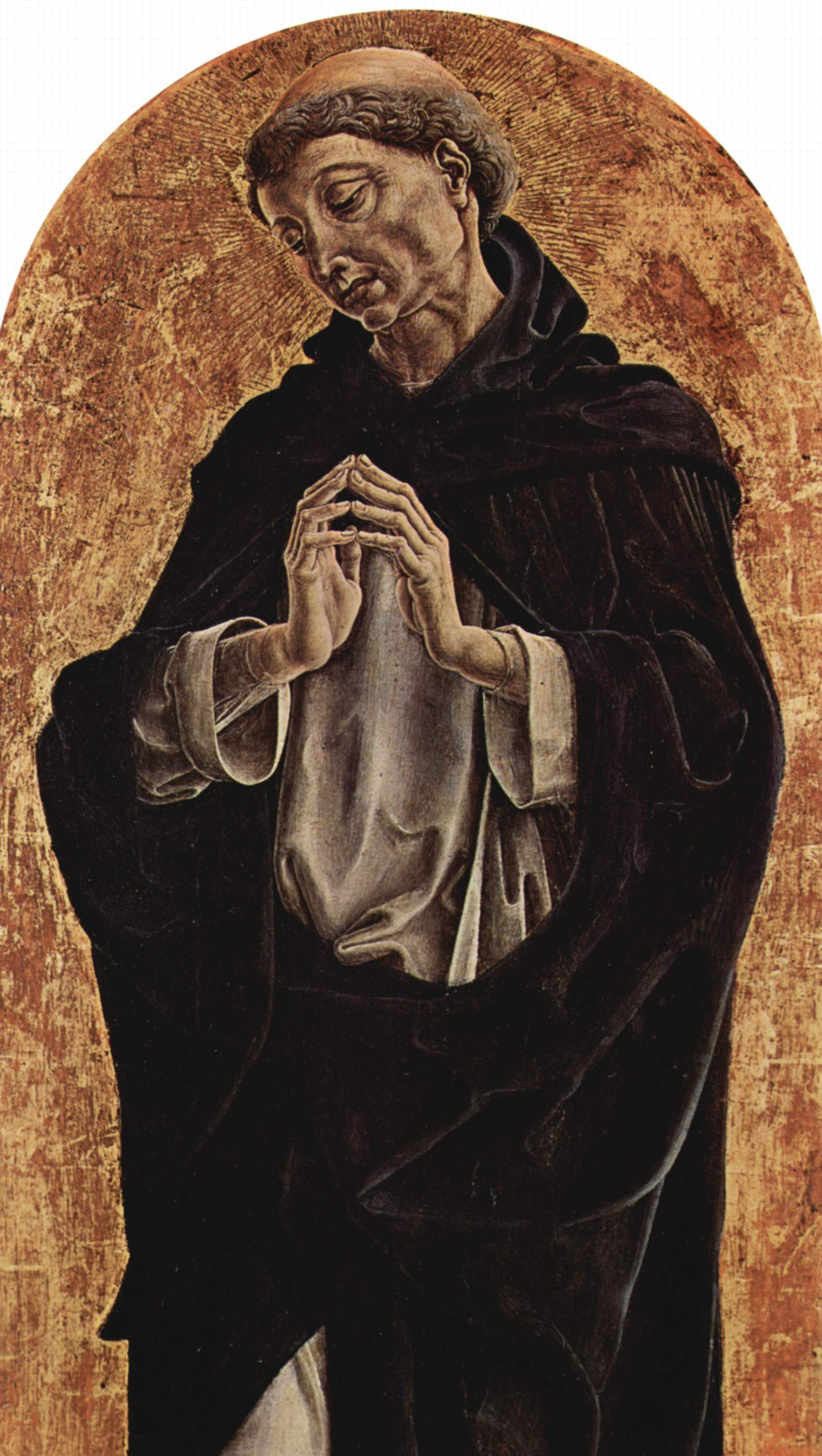
Cosmè Tura, San Domenico dal polittico della chiesa di San Giacomo in Argenta (1475), Firenze, Uffizi
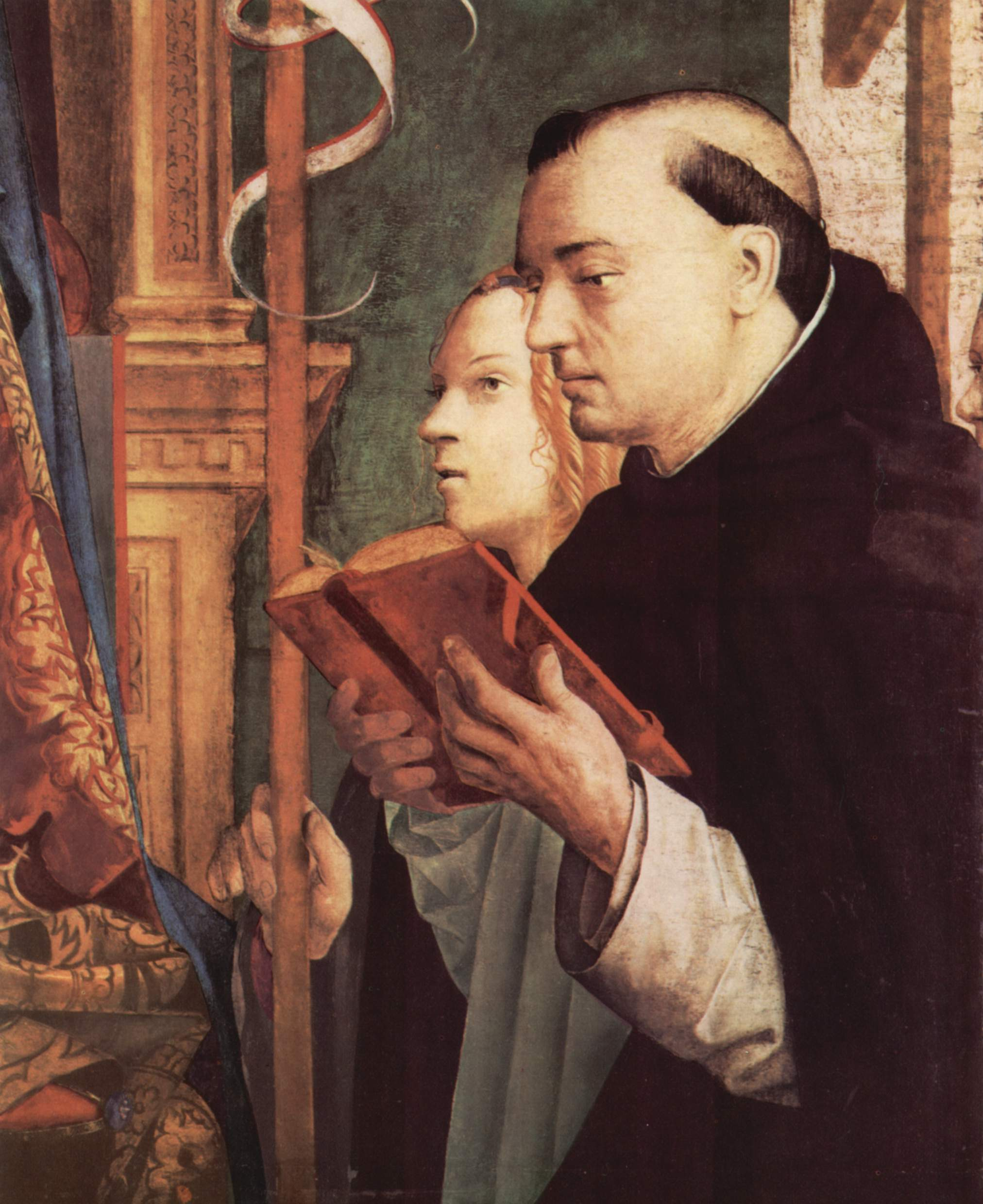
Antonello da Messina, San Domenico dalla Pala di San Cassiano a Venezia (1475-1476), Vienna, Kunsthistorisches Museum
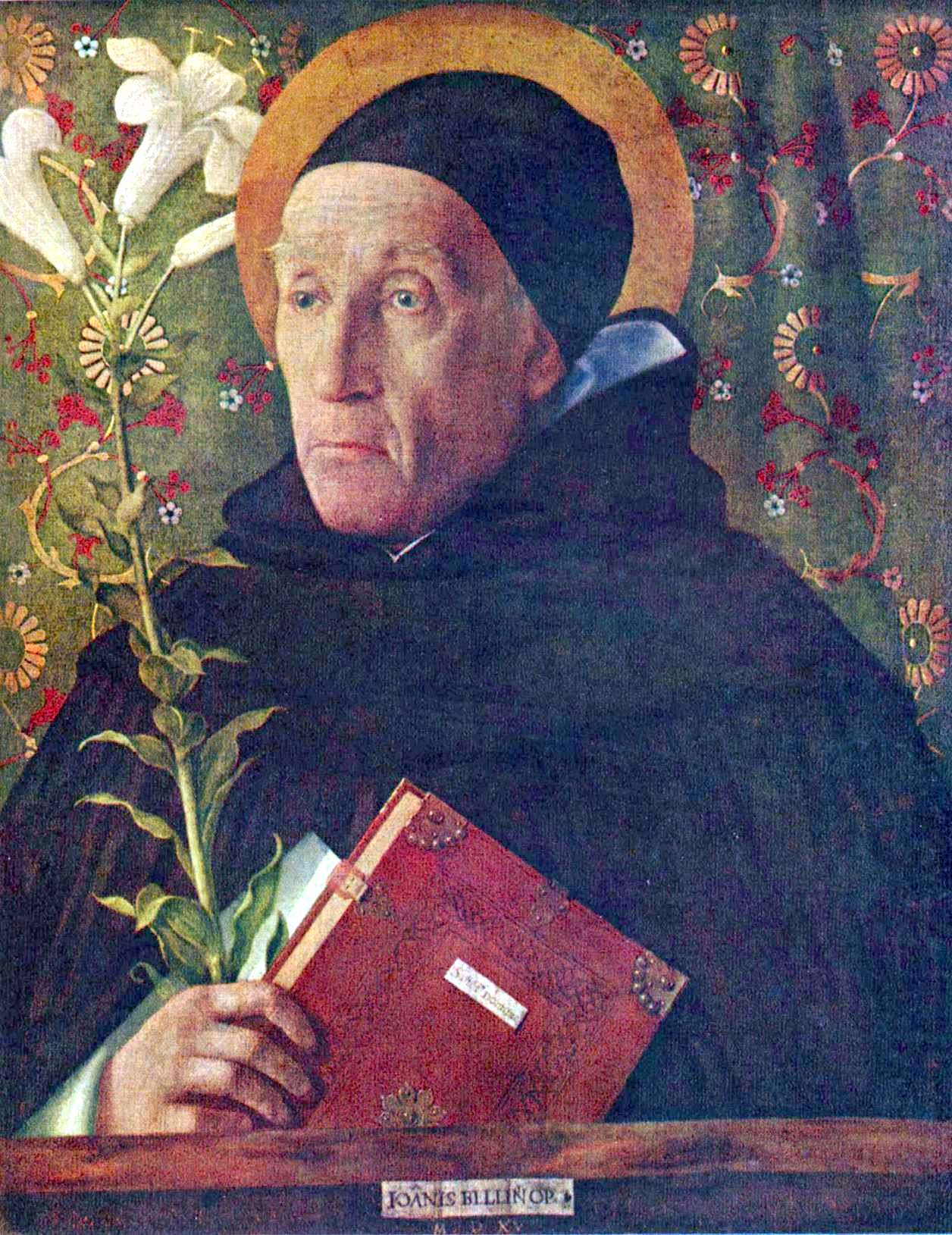
Giovanni Bellini, Ritratto di fra' Teodoro da Urbino, Londra, National Gallery (1515 circa)
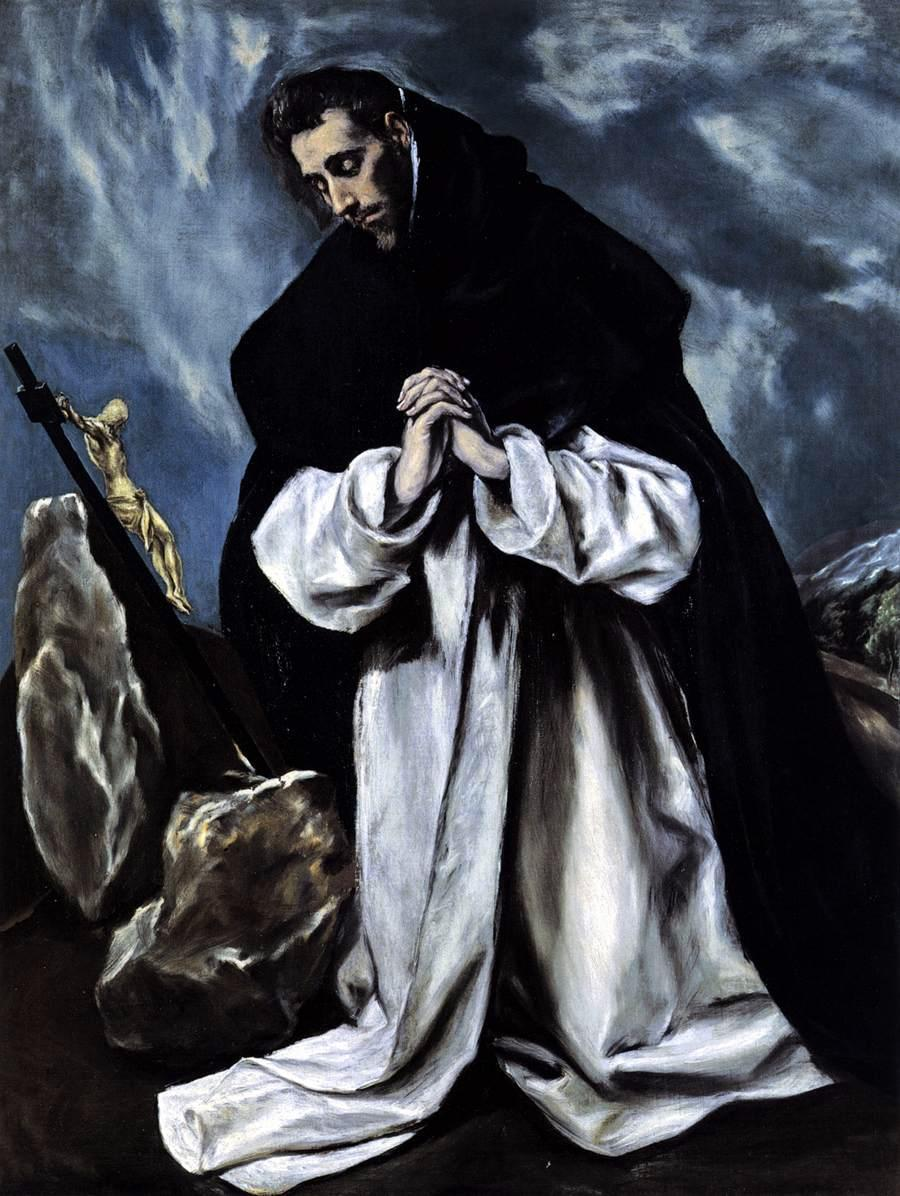
El Greco, San Domenico in preghiera (1586-1590)
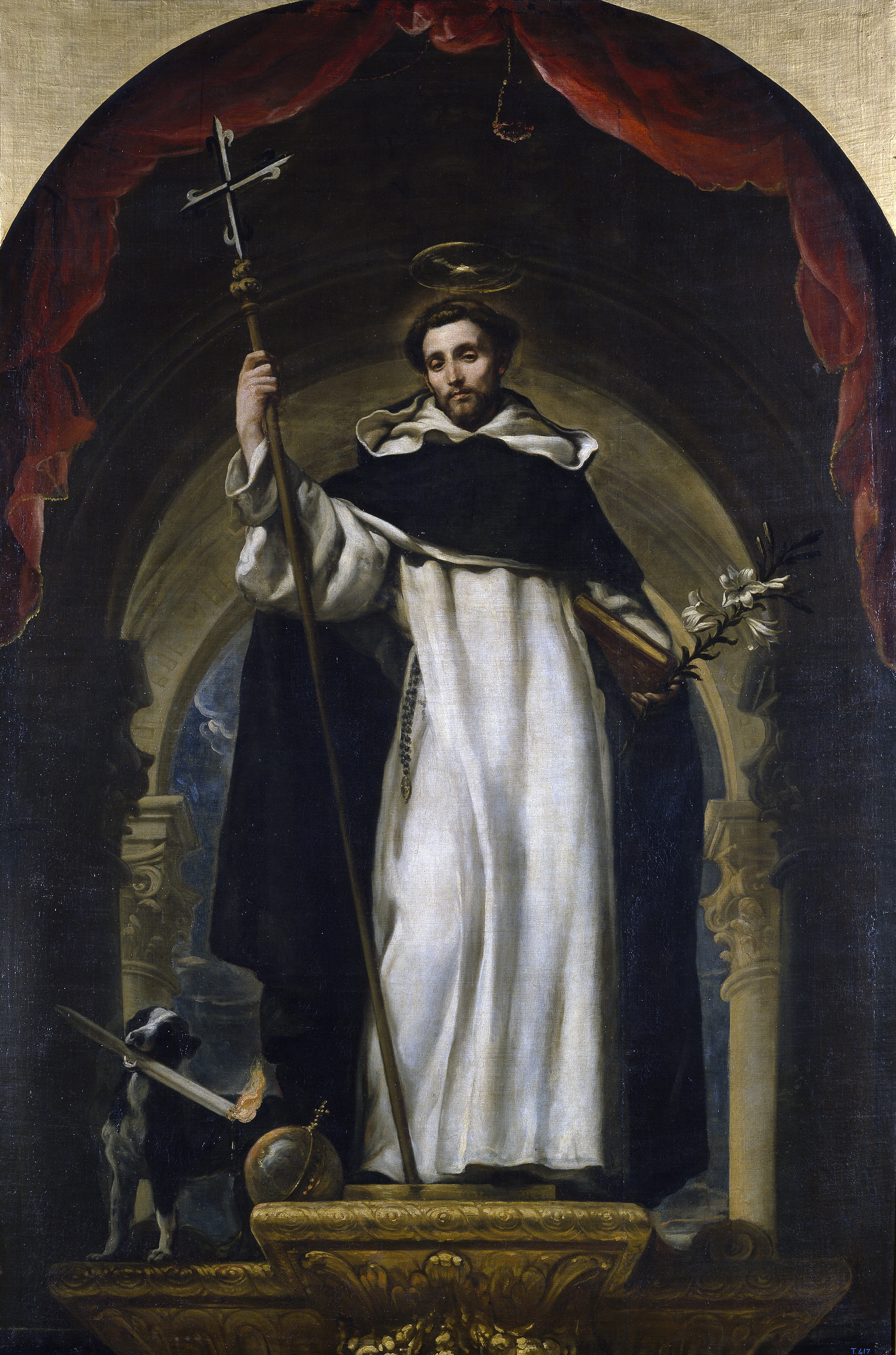
Claudio Coello, Madrid, Museo del Prado (XVII secolo)
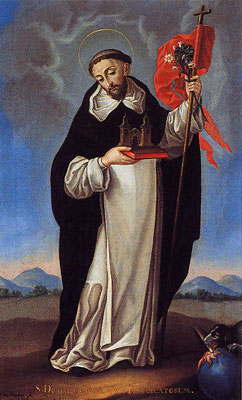
José Gil de Castro y Morales, San Domenico, Santiago del Cile, Museo Nazionale (1817)
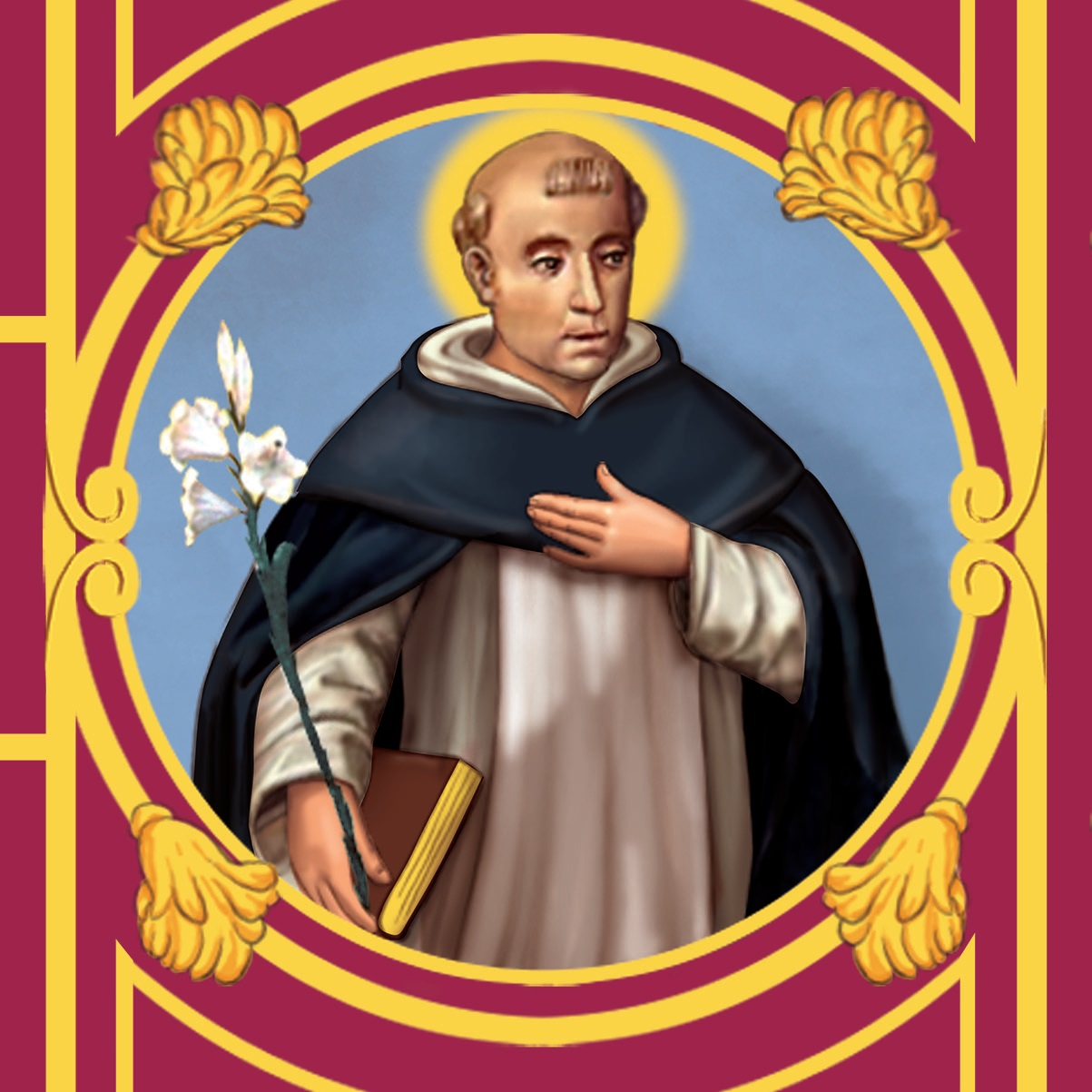
San Domenico nella Bandiera Contarina